# Parkia biglobosa
Parkia biglobosa o Néré és un arbre del gènere Parkia dins la família Fabàcia. Viu en zones del Sahel africà i el Sudan. La seva arrel pot arribar a 60 m de fondària. A l'Àfrica occidental els seus fruits de color groc es transformen en pols es bullen i fermenten i es barregen amb el gombo (Hibiscus esculentus) per a fer un condiment anomenat "soumbala" o "dawa-dawa". De gran importància nutritiva.

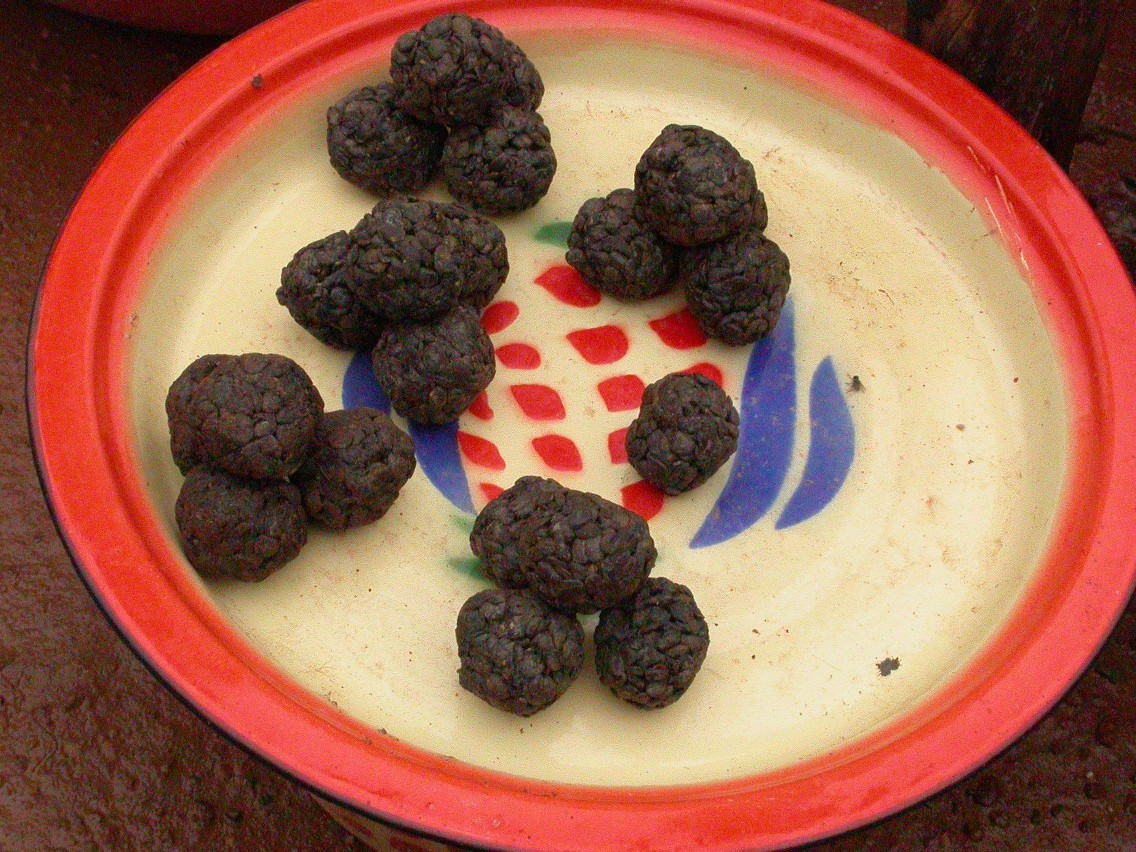
Soumbala fet a partir de fruits de Parkia biglobosa